# Casas de Don Gómez
Casas de Don Gómez ist eine Gemeinde (municipio) mit 330 Einwohnern (Stand: 2024) im äußersten Nordwesten der Provinz Cáceres in der Autonomen Region Extremadura im Westen Spaniens. 

## Lage
Casas de Don Gómez liegt etwa 74 Kilometer (Fahrtstrecke) nordnordwestlich der Provinzhauptstadt Cáceres in einer Höhe von ca. 320 m. Das Klima ist gemäßigt bis warm; Regen (689 mm/Jahr) fällt hauptsächlich im Winterhalbjahr.

## Bevölkerungsentwicklung
| Jahr      | 1970 | 1981 | 1991 | 2001 | 2011 | 2021 |
| Einwohner | 604  | 529  | 409  | 338  | 337  | 291  |

Der deutliche Bevölkerungsrückgang seit den 1950er Jahren ist im Wesentlichen auf die Mechanisierung der Landwirtschaft sowie die Aufgabe bäuerlicher Kleinbetriebe („Höfesterben“) und den damit einhergehenden Verlust von Arbeitsplätzen zurückzuführen.

## Sehenswürdigkeiten
- Gabrieliskirche (Iglesia de San Gabriel Arcángel)
- Gregoriuskapelle
- Christuskapelle
- Markuskapelle

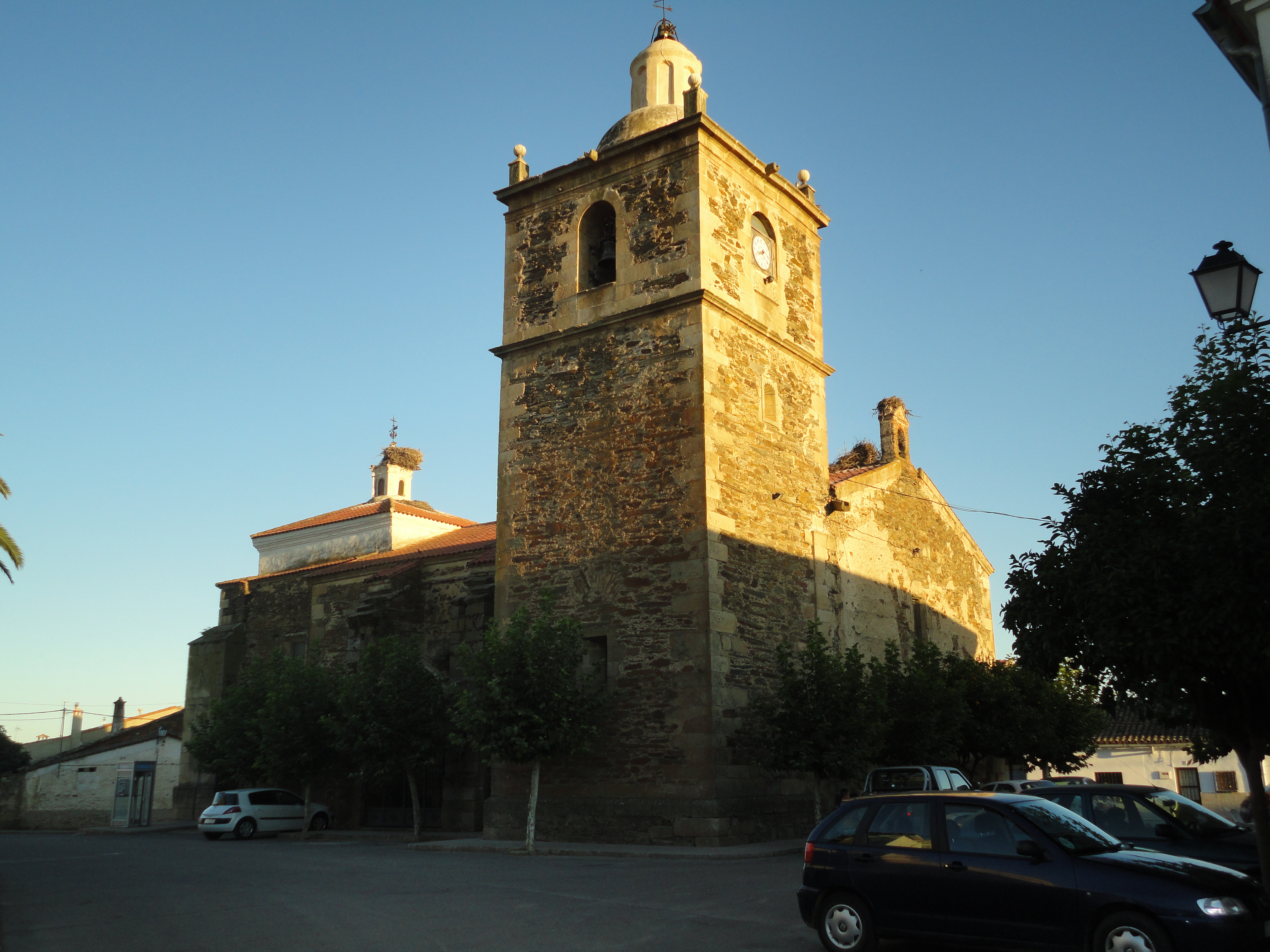
Gabrieliskirche